# الانتخابات الرئاسية الروسية 1991

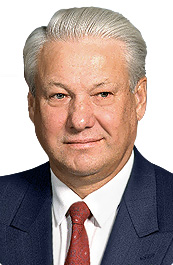
بوريس يلتسن.

أجريت الانتخابات الرئاسية لأول مرة في الجمهورية الروسية السوفيتية الاتحادية الاشتراكية يوم 12 يونيو 1991. كانت أول انتخابات رئاسية في تاريخ البلاد قبل إجراء استفتاء في شهر مارس من نفس العام لانتخاب رئيس للجمهورية. كانت نتيجة الانتخابات فوز بوريس يلتسن الذي حصل على نسبه 58.6٪ من الأصوات.